# Паріївка (Погребищенська міська громада)
Парі́ївка — село в Україні, у Погребищенській міській громаді Вінницького району Вінницької області. Населення становить 157 осіб.

## Географія
У селі бере початок річка Безіменна, права притока Роськи.

## Історія
Під час Другої світової війни село як й інші села Погребищенського району було окуповано у другій половині 1941 року. В липні 1943 року в селі Паріївці була створена підпільна група, її очолював колишній працівник райкому комсомолу О. П. Карпенко. Активним бійцем групи була завідувачка школи М. Ф. Ващенко, яка загинула в гестапо. Червоною армією село було зайняте 4 січня 1944 року.
12 червня 2020 року, відповідно до розпорядження Кабінету Міністрів України № 707-р «Про визначення адміністративних центрів та затвердження територій територіальних громад Вінницької області», увійшло до складу Погребищенської міської громади.
19 липня 2020 року, в результаті адміністративно-територіальної реформи та ліквідації Погребищенського району, село увійшло до складу Вінницького району.

## Населення
За даними перепису 2001 року кількість наявного населення села становила 155 осіб, із них 97,45 % зазначили рідною мову українську, 2,55 % — російську.
| Рік            | 1989 | 2001 |
| -------------- | ---- | ---- |
| Кількість осіб | 217  | 155  |